# Aphycus apicalis
Aphycus apicalis är en stekelart som först beskrevs av Johan Wilhelm Dalman 1820.  Aphycus apicalis ingår i släktet Aphycus och familjen sköldlussteklar. Arten är reproducerande i Sverige. Inga underarter finns listade i Catalogue of Life.